# Мандалський музей
Мандалський музей (норв. Mandal museum) — музей на вулиці Стуре Ельвегате в місті Мандал у Норвегії. Розташований в історичній будівлі Андорсенгорден.
Будівлю побудував Матіас Крістіан Кнутцен-молодший у 1801—1805 роках. 1834 року її придбав Гулов Андорсен (Gulow Andorsen) і відтоді вона названа його ім'ям. Андорсени володіли будівлею до 1953 року, коли нащадки Гулова Андорсена, Марі і Магдалина Салвесен, подарувади її муніципалітету Мандала для використання як музею і бібліотеки.
Мандал часто називають «Маленьким містом з великими художниками», що відбито в експозиції музею, яка включає роботи місцевих уродженців Адольфа Тідеманна, Улафа Ісааксена, Амалдуса Нільсена і Ґустава Віґеланна. Серед відомих картин у зібраннях музею зберігають полотно «Геугеанці» пензля Тідеманна і низка пейзажів пензля Нільсена, що зображують світанки і заходи в Ню-Геллесунді.
Уздовж узбережжя Агдера протягом багатьох років велася активна рибна ловля. Історії місцевого рибальства в музеї присвячена окрема експозиція. Крім риболовецьких інструментів у ній представлено зразки місцевих рибальських човнів — від стародавніх до сучасних. Мандал був одним із провідних морських портів Норвегії в сезон вітрильного спорту. Морський відділ музею, що складається з колекцій консула Мортена Д. Бессесена, включає безліч експонатів, в числі яких і відео, присвячені цій темі.
Філією Мандалського музею є будинок Віґеланна. У свою чергу сам Мандалський музей є філією музею Західного Агдера.